# Medusanthera inaequalis
Medusanthera inaequalis är en järneksväxtart som beskrevs av Utteridge. Medusanthera inaequalis ingår i släktet Medusanthera och familjen Stemonuraceae. Inga underarter finns listade i Catalogue of Life.